# Лемик, Николай Семёнович
Николай Ле́мик (4 апреля 1914, Солова — 10 октября 1941, Миргород) — украинский политический деятель, член ОУН с 1932 года, с 1941 года — краевой проводник (руководитель окружной организации) ОУН на восточноукраинских землях. Осуждён за убийство Алексея Майлова (секретаря Консульства СССР во Львове) в 1933 году.

## Биография
Родился в селе Солова Перемишлянского уезда в Галичине (ныне Золочевского района Львовской области). После окончания украинской гимназии учился на природно-математическом факультете Львовского университета.
21 октября 1933 года Лемик по приказу Провода украинских националистов совершил теракт против советского консульства во Львове, застрелив начальника канцелярии консульства и сотрудника ОГПУ (по другим данным, кадрового разведчика) Андрея Майлова в знак мести за голод 1932—1933 годов на территории Украины , в организации которого ОУН обвиняла советскую власть. Суд во Львове приговорил террориста к смертной казни. Через некоторое время смертная казнь была заменена на пожизненное заключение.
Осенью 1939 года, воспользовавшись неразберихой в связи с нападением Германии на Польшу, бежал из тюрьмы. 4 августа 1940 года женился на Любе Возняк, родной сестре жены одного из братьев Степана Бандеры — Василия.
В 1941 году, после нападения Германии на СССР, стал одним из организаторов походных групп ОУН на Украине, возглавил восточную походную группу ОУН. Его конечным пунктом назначения был Харьков. Но добраться туда не успел. В октябре 1941 года был арестован гестапо и расстрелян в Миргороде (Полтавская область).

## Память
Именем Лемика была в 1993 г. названа улица во Львове.